# Orkanen Claudette
Orkanen Claudette var den andra orkanen och tredje namngivna stormen i den Atlantiska orkansäsongen 1991. Claudette bildades den 4 september och nådde som mest kategori 4-styrka med vindhastigheter på 215 km/h. Claudette var säsongens kraftigaste orkan.
Eftersom Claudette hela tiden var över öppet vatten så finns inga rapporter om skador eller döda.

## Stormhistoria

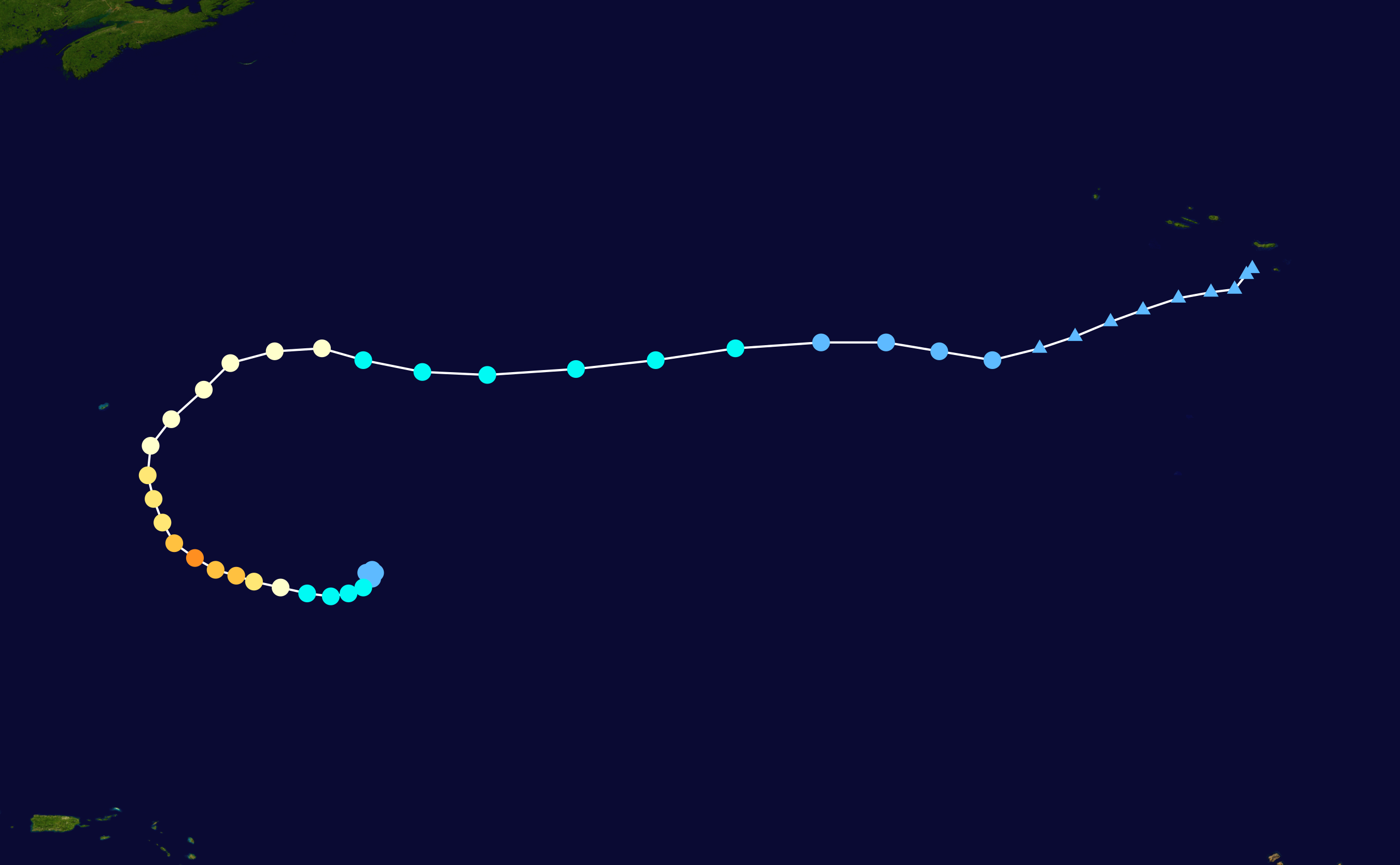
Claudettes bana

Den tropiska depressionen Sex bildades ur ett icke tropiskt system sydöst om Bermuda den 4 september. Depressionen fick namnet Claudette 5 september. Claudette ökade snabbt i styrka och nådde vindhastigheter på 215 km/h den 7 september, vilket gjorde den en kategori 4-orkan. Claudette böjde sig runt i de centrala delarna av Atlanten och passerade 200 sydöst om Bermuda den 8 september. Claudette fortsatte att röra sig österut och avmattades nära Azorerna den 14 september.